# Крылов, Евгений Иванович
Евгений Иванович Крылов (16 сентября 1935, Пушкин, Ленинградская область, РСФСР — 22 января 2015, Москва, Российская Федерация) — советский и российский военачальник. Заместитель Главнокомандующего Сухопутными войсками по военно-учебным заведениям, генерал-полковник (30.06.1990).

## Биография
Родился в семье военнослужащего. Окончил Орловское бронетанковое ордена Ленина, Краснознамённое училище имени М. В. Фрунзе в Ульяновске, проходил службу в Группе советских войск в Германии. Продолжил обучение в Военной бронетанковой академии им Р. Я. Малиновского.
Продолжил военную службу в Дальневосточном военном округе, где прошёл путь от командира танкового батальона. С декабря 1973 по июль 1976 года командовал 40-й мотострелковой дивизией в 5-й общевойсковой армии Дальневосточного военного округа. Затем командовал 13-м гвардейским армейским корпусом в Московском военном округе (г.Горький).
После окончания Военной академии Генерального штаба командовал 8-й гвардейской общевойсковой армией (14.08.1983—июль 1985).
Занимал должности первого заместителя командующего войсками Сибирского военного округа, первого заместителя начальника Главного управления боевой подготовки Сухопутных войск, заместителя Главнокомандующего Сухопутными войсками по военно-учебным заведениям — начальника военно-учебных заведений Сухопутных войск.
Скончался 22 января 2015 года. Похоронен на Троекуровском кладбище Москвы.